# Акатист
Акатист – (от гръцки ακάθιστος – буквално не се седи) в християнското богослужение е песнопение, свързано с усилена молитва, при което вярващите стоят прави.

## Структурни особености
Акатистът е близък по форма с древния кондак. Състои се от основен кондак, припев и 24 строфи (дванадесет икоси и дванадесет  кондаци). Икосите завършват с припева на основния кондак, а кондаците  с Алилуя. Акатистите са сред най-красивите и съдържателни песнопения във византийската богослужебна певческа традиция. Текстовете им изобилстват от поетични сравнения.

## История на акатистите

### Зараждане на акатистите
Първият акатист вероятно бил написан по повод отблъскване нашествието на персите през 626 г. при император Ираклий. За автори на този акатист се смятат различни личности  Константинополският патриарх Сергий I, Роман Сладкопевец или Георги Пизидийски, който бил библиотекар при катедралата „Св. София“ в Константинопол.

### Акатист на света Богородица
Акатистът на Богородица е разделен на четири части, всяка от които се чете на повечерието в първите четири петъчни дни на Четиридесетницата. В петък на петата седмица се чете целият акатист. Съдържанието на първите седем кондака е историческо, а на останалите  догматическо. Някои от икосите също имат повествователен характер.

### Акатист на пресладкия Иисус
Близък по съдържание, поетични достойнства и форма до акатиста на патриарх Сергий е „Акатист на пресладкия Иисус“. За първи път се среща в писмени паметници от 13 век. Преведен е на старобългарски през 14 век. Авторът му е неизвестен, макар че някои свързват написването му с името на монах Теоктист (9 век) от Студийския манастир. По-вероятно е произходът му да е свързан със зараждащата се светогорска традиция.

### Масово разпространение
Краят на 7 и началото на 8 век са белязани с безразборно писане на акатисти. Те намерили място в различни молитвослови, каноници и акатистници, което довело до отстъпление от структурата и съдържанието на класическия акатист. За това допринесла извън богослужебната употреба на акатистите. Известен брой източни по произход акатисти сравнително рано били преведени на латински език и оказали силно влияние върху развитието на химнографията на Църквата на Запад. Много от акатистите, посветени на Господ Иисус Христос, Богородица, Николай Мирликийски Чудотворец и други били поместени в самостоятелна богослужебна книга, наречена Акатистник.